# فيضة الزهرة
فيضة الزهرة هي منخفض مساحته 9 كيلومترات في ناحية بصية بقضاء السلمان بمحافظة المثنى بالبادية العراقية، جنوب العراق، وفي 30 كانون الثاني أعلنت وزارة الصحة والبيئة عن تصويتها لاتخاذ فيضة الزهرة محمية طبيعية لتكون من مناطق استثمارية وسياحية ومركزاً مهماً للبحث العلمي للمهتمين بالحياة البرية والحفاظ على التنوع الإحيائي من فصائل الطيور والحيوانات البرية والأسماك.
البعد 65 كيلومتراً بين مركز ناحية بصية شرقاً وفيضة الزهرة غرباً، والبعد 30 كيلومتراً بين فيضة الزهرة جنوباً وطريق السلمان بصية شمالاً، ويُضاف إلى فيضة الزهرة تكوين الزهرة الجيولوجي، ارتفاعه مئة متر، وسُمكه 35 متراً، ذو حجارة جيرية وغرينية مختلطة براوسب الطفل ذات المياه الجوفية المالحة، وفيه أيضاً حجارة طينية رملية بُنيّة مُحمرّة ومكامن ماء عذب.